# Brasilomysis
Brasilomysis (лат.) — род ракообразных семейства Mysidae из отряда Мизиды.

## Описание
Представители рода отличаются от других мизид следующими признаками: карпопроподы эндоподита 8-го переопода с простыми шипами по внешнему краю и жгутикообразно изогнутыми шипами по внутреннему краю. Стебелёк глаза, антеннулы и антенна чрезвычайно удлинены. Антенны с ланцетовидными чешуйками, по всему периметру щетинистые. Плеоподы самцов двуветвистые, 1-я пара с многочлениковым экзоподом и неразделённым эндоподом, 2–5-я пары с многочлениковыми экзоподом и эндоподом; экзопод 4-го плеопода удлинён с видоизмененными щетинками. Первый переопод (ходильная нога) имеет хорошо развитый экзопод (внешняя ветвь), карпопроподы эндопода (внутренняя ветвь) с 3-й по 8-ю ветвь переопод делится на подсегменты, и на эндоподе уропод (задних придатках) есть статоцисты.

## Классификация
Род Brasilomysis был впервые выделен в 1968 году и включает представителей, обитающих на прибрежных глубинах и литорали, с длиной тела от 5 до 11 мм.
- Brasilomysis castroi Bacescu, 1968 — побережье Бразилии (на глубине от 1,5 до 40 м), 23S (длина тела около 1 см)[6][7]
- Brasilomysis inermis (Coifmann, 1937) — побережье Эквадора, 3S (длина тела около 5 мм)[6]